# 1289년

## 연호
- 원(元) 지원(至元) 26년
- 일본(日本) 쇼오(正応) 2년
- 쩐 왕조(陳朝) 쭝흥(重興) 5년

## 기년
- 원(元) 세조(世祖) 30년
- 고려(高麗) 충렬왕(忠烈王) 15년
- 쩐 왕조(陳朝) 인종(仁宗) 11년

## 사망
7월 26일-고려의 승려 일연